# Північнокавказька культура
Північнокавказька культура, Кубано-терська культура — етнокультурне об'єднання бронзової доби, що існувало в кінці III — початку II тисячоріччя до Р. Х. в рамках Циркумпонтійської металургійної провінції.
Північнокавказька культура прийшла на зміну Майкопської культури й Новосвободненської культури, й зайняла весь її край й частково край Кура-Аракської культури.

## Поширення
На півночі за лінією Кропоткін над Кубанню, Ставрополь над Ташлою й Кизляр над Тереком північнокавказька культура змикалася з археологічними культурами руського степу (зокрема, з катакомбною й згодом зі зрубною) на території до річки Калаус.
На заході — з територіями поширення Дольменою культурою Західного Кавказу; доходила за Кубанню нижче Краснодару.
На сході межувала з древньою культурою Дагестану; доходила до дельти Тереку й міста Махачкала без гірської Чечні й Дагестану.
Південна межа у центральних районах культури проходила по Головному Кавказькому хребту.

## Локальні варіанти
Культура розділена на:
- Західний (Надкубанський) варіант; був поширений на заході у сточищі річки Кубань;
- Центральний варіант;
- Східний варіант; межує з центральним варіантом майже за сучасною межею Осетії й Інгушетії.

Центральний варіант поділяються на:
- Кабардино-П'ятигірська група; з межею з Надкубанським варіантом західніше Клухорі-Черкеська-Ставрополя;
- Дигорська група; з межею з Кабардино-П'ятигірською групою західніше сучасного міста Прохладний;
  - група Рачі у гірської Осетії близька до Дигорської групи.

## Поховання
Культура відома головним чином за похованнями; її поселення мало вивчені. Обряд поховання включав в себе створення для покійного камери на дні вертикальної ями, тіло найчастіше укладалося на спині у витягнутому положенні, в ногах ставили посудину з їжею.

## Господарство
Населення Північнокавказької культури було осілим, використовувало олов'янисті бронзи й чисельні нові технології металообробки. Гончарного кола не було відомо.

## П'яти-плитна дольменна група
Деякі вчені до Північнокавказької культурної спільноти відносять й особливі дольмени з 5 величезних плит, що утворюють закрите приміщення для вміщення тіла померлого.